# 毛脉蒲桃
毛脉蒲桃（学名：Syzygium vestitum）为桃金娘科蒲桃属的植物。分布于越南以及中国大陆的云南等地，生长于海拔1,500米的地区，多生于低山常绿林里，目前尚未由人工引种栽培。